# Anthophora aschabadensis
Anthophora aschabadensis är en biart som beskrevs av Radoszkowski 1893. Anthophora aschabadensis ingår i släktet pälsbin, och familjen långtungebin. Inga underarter finns listade i Catalogue of Life.